# Bockor Pils
Bockor Pils is een Belgisch pilsbier.
Het bier wordt gebrouwen in Brouwerij Omer Vander Ghinste te Bellegem. Het is een blond bier met een alcoholpercentage van 5,2%. Bockor Pils werd door consumentenorganisatie Test-Aankoop in 2011 uitgeroepen tot beste pils.